# Ralf Rothmann
Ralf Rothmann (Schleswig, 1953. május 10. –) német regényíró, költő és drámaíró.

## Élete
Amikor 5 éves volt, egy öccse születése után a család a Ruhr-vidéki Oberhausenbe költözött. Az iskola után röviden kőműves szakon tanult. Néhány évig építkezéseken dolgozott, majd különféle munkakörökben, például szakácsként és sofőrként egy kereskedelmi konyhán, valamint segédápolóként az esseni egyetemi kórházban. 1976-ban Berlinbe költözött. Rothmann kiterjedt utazásokat tett az USA-ban, Dél-Amerikában (Mexikó, Peru, Ecuador), Párizsban, Görögországban (Itháki, Ídra, Thászosz, Szpécesz), de a Balti-tengerparton is (Glücksburg, Ahrenshoop, Travemünde)

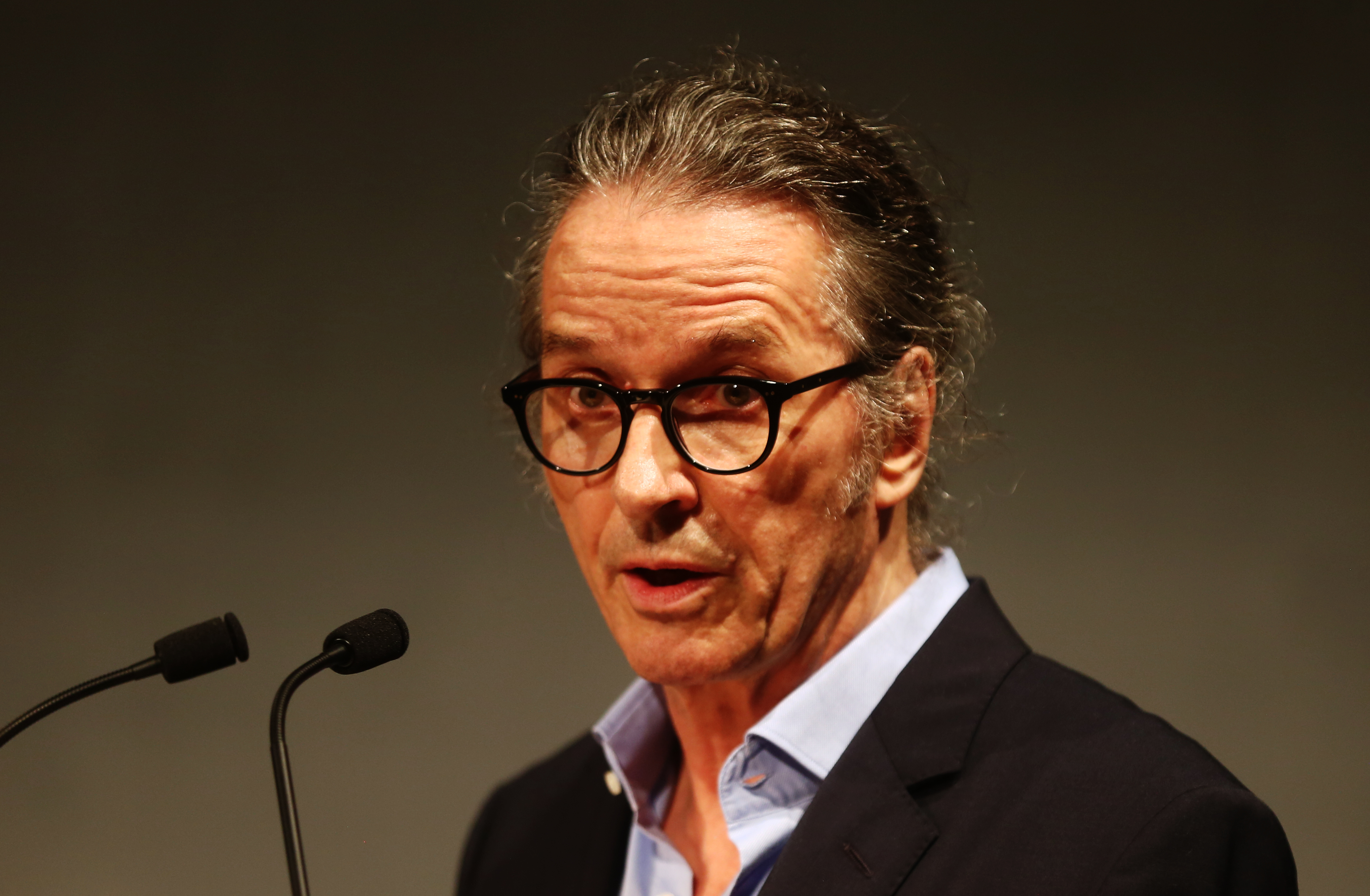
2023-ban

Ma irodalomtudós feleségével él Berlin-Frohnauban.

## Művei
- Messers Schneide (elbeszélés) Suhrkamp, Frankfurt am Main 1986, ISBN 3-518-38133-4
- Kratzer und andere Gedichte Suhrkamp, Frankfurt am Main 1987, ISBN 3-518-02657-7
- Der Windfisch (elbeszélés) Suhrkamp, Frankfurt am Main 1988, ISBN 3-518-40129-7
- Stier (regény) Suhrkamp, Frankfurt am Main 1991, ISBN 3-518-22364-X
- Wäldernacht (regény) Suhrkamp, Frankfurt am Main 1994, ISBN 3-518-39082-1
- Berlin Blues Ein Schauspiel. Suhrkamp, Frankfurt am Main 1997, ISBN 3-518-40908-5
- Flieh, mein Freund! (regény) Suhrkamp, Frankfurt am Main 1998, ISBN 3-518-45505-2
- Milch und Kohle (regény) Suhrkamp, Frankfurt am Main 2000, ISBN 3-518-39809-1
- Gebet in Ruinen (versek) Suhrkamp, Frankfurt am Main 2000, ISBN 3-518-41168-3
- Ein Winter unter Hirschen (elbeszélések) Suhrkamp, Frankfurt am Main 2001, ISBN 3-518-45524-9
- Hitze (regény) Suhrkamp, Frankfurt am Main 2003, ISBN 3-518-41396-1
- Junges Licht (regény) Suhrkamp, Frankfurt am Main 2004, ISBN 3-518-41640-5
- Rehe am Meer (elbeszélések) Suhrkamp, Frankfurt am Main 2006, ISBN 3-518-41825-4
- Feuer brennt nicht (regény) Suhrkamp, Frankfurt am Main  2009, ISBN 978-3-518-42063-8
- Shakespeares Hühner (elbeszélések) Suhrkamp, Berlin 2012, ISBN 978-3-518-42248-9
- Sterne tief unten Insel, Berlin 2013, ISBN 978-3-458-19354-8
- Im Frühling sterben (regény) Suhrkamp, Berlin 2015, ISBN 978-3-518-42475-9
- Der Gott jenes Sommers (regény) Suhrkamp, Berlin 2018, ISBN 978-3-518-42793-4
- Hotel der Schlaflosen (elbeszélések) Suhrkamp, Berlin 2020, ISBN 978-3-518-42960-0
- Die Nacht unterm Schnee (regény) Suhrkamp, Berlin 2022, ISBN 978-3-518-43085-9
- Theorie des Regens (jegyzetek) Suhrkamp, Berlin 2023, ISBN 978-3-518-22545-5

### Magyarul
- Tavasszal meghalni (Im Frühling sterben) –  Magvető, Budapest, 2017 · ISBN 9789631435672 · Fordította: Szijj Ferenc

## Fordítás
- Ez a szócikk részben vagy egészben  a   Ralf Rothmann című angol Wikipédia-szócikk fordításán alapul.  Az eredeti cikk szerkesztőit annak laptörténete sorolja fel. Ez a jelzés csupán a megfogalmazás eredetét és a szerzői jogokat jelzi, nem szolgál a cikkben szereplő információk forrásmegjelöléseként.
- Ez a szócikk részben vagy egészben  a   Ralf Rothmann című német Wikipédia-szócikk fordításán alapul.  Az eredeti cikk szerkesztőit annak laptörténete sorolja fel. Ez a jelzés csupán a megfogalmazás eredetét és a szerzői jogokat jelzi, nem szolgál a cikkben szereplő információk forrásmegjelöléseként.